# Ivano Biagi
Ivano Biagi (Firenze, 7 maggio 1964) è un ex pugile italiano.
Peso medio prima e supermedio poi, attualmente è istruttore di pugilato presso la Boxing Club Calenzano. Da dilettante ha fatto parte della selezione nazionale e da professionista ha conquistato il titolo italiano dei pesi supermedi.

## Inizi
Passa l'infanzia e l'adolescenza a Castello, un quartiere fiorentino a ridosso del comune di Sesto Fiorentino, nel quale attualmente vive con la moglie Alessandra, il figlio maggiore Davide e i due gemellini nati nel gennaio 2008 Sara e Daniel.
Dopo un'infanzia passata a giocare a calcio, all'età di quindici anni inizia a praticare il pugilato presso la Boxe Luminati, a Sesto Fiorentino.
L'anno successivo, sotto la guida di Giorgio Luminati fa il suo debutto da pugile dilettante. Da allora oltre quaranta incontri da dilettante, tra cui convocazioni da parte della selezione nazionale ed un secondo posto ai campionati italiani assoluti, persi per mano di Giovanni Nardiello.

## Il passaggio al professionismo
Dopo dieci anni dal suo primo incontro, Ivano diventa un pugile professionista e lo fa nella scuderia Chiabolotti il 14 marzo 1990, vincendo per KO tecnico alla quarta ripresa contro il belga Marnix Heytens a Grosseto.
Ecco di seguito i successivi incontri disputati da Ivano prima di arrivare a battersi per il titolo italiano:
| Data       | Avversario        | Località         | Verdetto          |
| ---------- | ----------------- | ---------------- | ----------------- |
| 10-11-1990 | Trpimir Jandrek   | Monsano          | W KO 3º round     |
| 26-12-1990 | Mladen Putnik     | Reggio Emilia    | W Pt. 6º round    |
| 23-02-1991 | Emil Kutlesa      | Lastra a Signa   | W Sq. 3º round    |
| 17-05-1991 | Josef Lizicska    | San Giustino     | W KO 4º round     |
| 13-03-1992 | Antonio Giaciglio | Sesto Fiorentino | W Pt. 6º round    |
| 10-06-1992 | Armando Briganti  | Salice Terme     | W KO 2º round     |
| 25-09-1992 | Lajos Patko       | Voghera          | W Pt. 6 round     |
| 27-11-1992 | Miroslav Cuj      | Sesto Fiorentino | W KO 4º round     |
| 26-03-1993 | András Gálfi      | Sinalunga        | Pareggio 6º round |
| 06-05-1994 | Marco Dell'Uomo   | Civitavecchia    | W KO 5º round     |

## Ivano Biagi e il titolo italiano
Dopo soltanto undici incontri Ivano ottiene la chance per il titolo nazionale dei pesi medi, ma l'avversario è un cliente molto scomodo, quel Silvio Branco suo compagno di scuderia e allora detentore di quel titolo. Un avversario già affermato che negli anni a venire avrebbe conquistato titoli mondiali nei pesi medi, supermedi e mediomassimi.
Per l'occasione il regista Massimo Falsetti girò un film dal titolo "Un mestiere da vincere", nel quale veniva seguita la preparazione fisica di Ivano in vista del grande incontro, corredata da interviste a familiari, amici e allenatori.
Il gran giorno arrivò. Era il 29 giugno 1994 e il ring era quello di Follonica, ma Ivano nulla poté contro il campione in carica e perse per KO alla prima ripresa.
L'appuntamento col titolo però era soltanto rimandato.
Ivano passò alla scuderia Rosanna Conti Cavini e un anno dopo, esattamente il 12 luglio 1995, sul ring di Campiglia Marittima  Ivano Biagi coronò il suo sogno: si laureò campione italiano nella categoria dei pesi supermedi, battendo Pietro Pellizzaro per KO tecnico alla nona ripresa.

## Una carriera all'epilogo
Cinque mesi più tardi, il 14 dicembre, si concluse la carriera di Ivano, che a Valdagno perse la sua cintura contro lo stesso avversario col quale l'aveva conquistata, Pietro Pellizzaro. L'incontro finì per KO alla settima ripresa.
La carriera di Ivano Biagi si concluse con un record di undici vittorie, sette delle quali prima del limite, due sconfitte ed un pareggio.

## La nuova carriera di Ivano
Nel 1997 Ivano ha conseguito il patentino di istruttore rilasciatogli dalla Federazione Pugilistica Italiana ed ha esercitato questo compito presso la palestra nella quale si era sempre allenato, la Boxe Luminati. Dal 2005 è il primo istruttore della Boxing Club Calenzano ed ancora oggi, come in passato, dedica il suo tempo libero a questo sport che gli ha dato tante gioie, con l'intento di tramandare tutta la sua esperienza agli atleti che porta sul ring.
Dal 2012 inoltre Ivano si è dedicato ancora di più all'insegnamento del pugilato ed allena e collabora anche alla FIGHT ACADEMY di Figline Valdarno, un Centro Sportivo altamente specializzato negli Sport da Combattimento.

## Altre attività
Ivano Biagi ha giocato come calciante di parte azzurra al Calcio Storico Fiorentino e tuttora è molto conosciuto nell'ambito e dagli appassionati di questa manifestazione, che lo hanno seguito in campo negli anni. Molti calcianti durante l'inverno scelgono di prepararsi presso la palestra dove insegna, in attesa che inizi la preparazione con la squadra.